# Gorch Fock
Gorch Fock (hamburgi Finkenwerder, 1880. augusztus 22. – 1916. május 31., elesett a skagerraki tengeri csatában) egy német író volt, valódi nevén Johann Wilhelm Kinau. 1917-ben róla nevezték el a Gorch Fock őrhajót, később a német haditengerészet két vitorlás hajóját, melyek 1933-ban illetve 1958-ban készültek el. Alkotott még Jakob Holst és Giorgio Focco álnevek alatt is.

## Élete

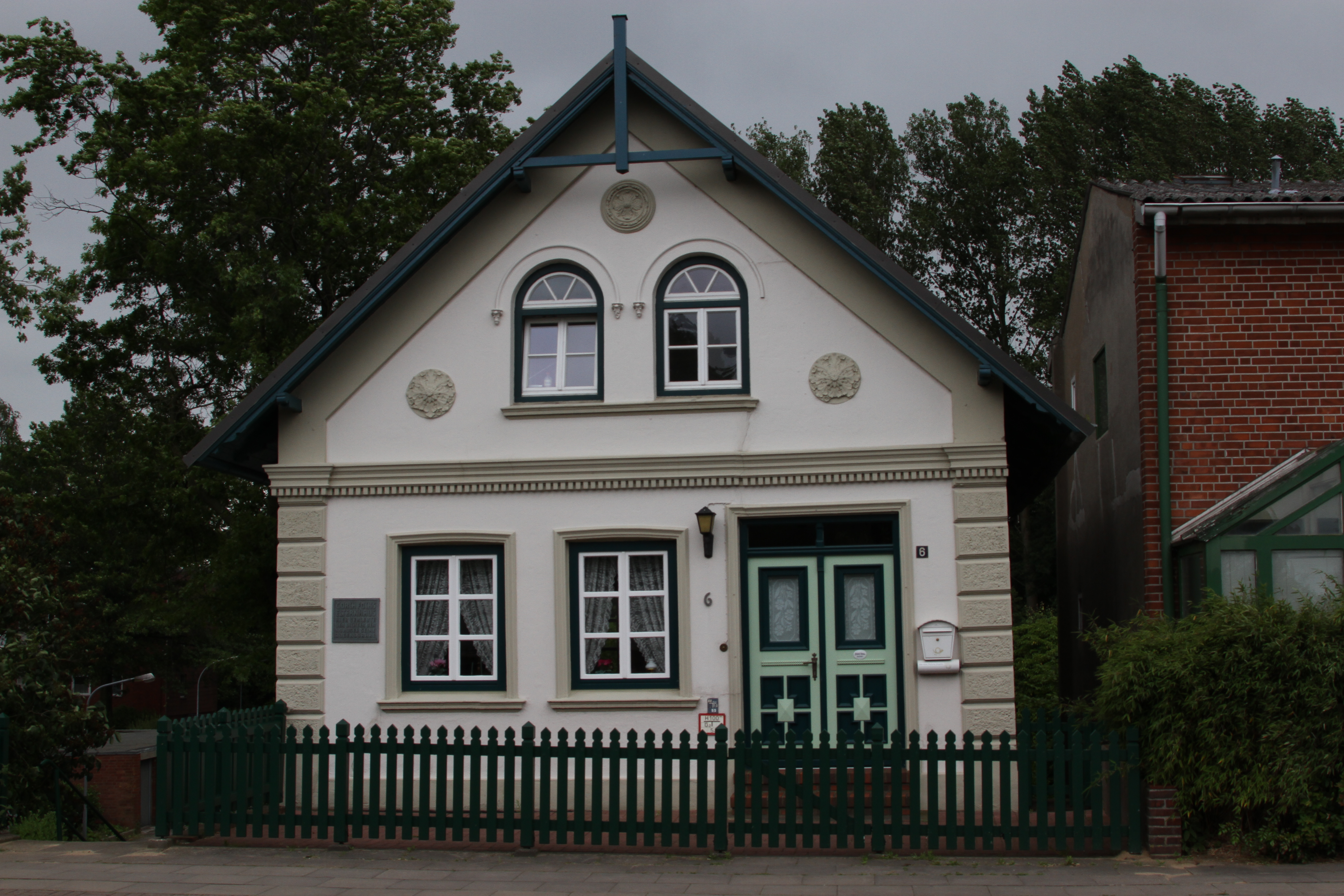
Gorch Fock szülői háza

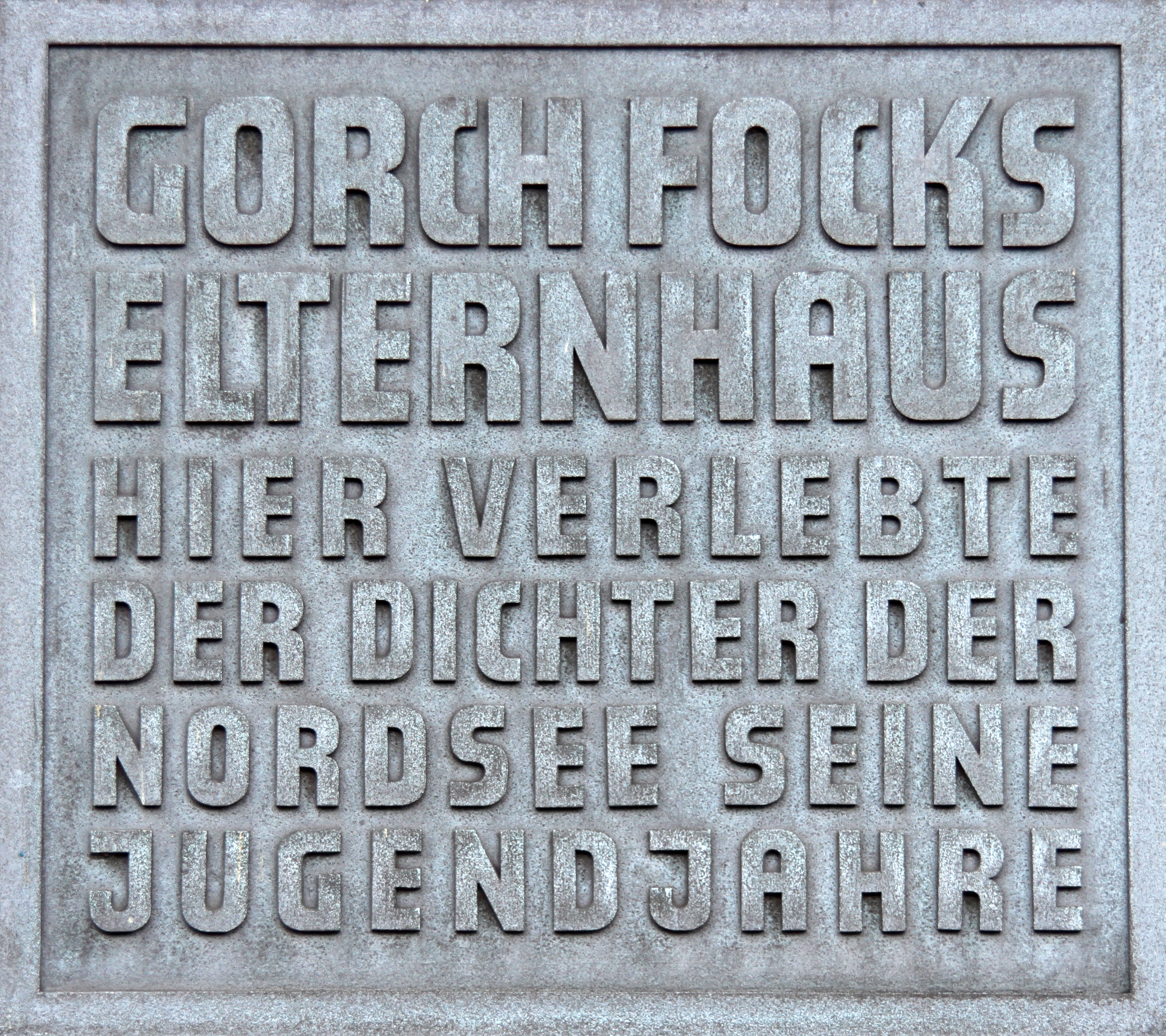
Emléktábla a szülői ház előtt

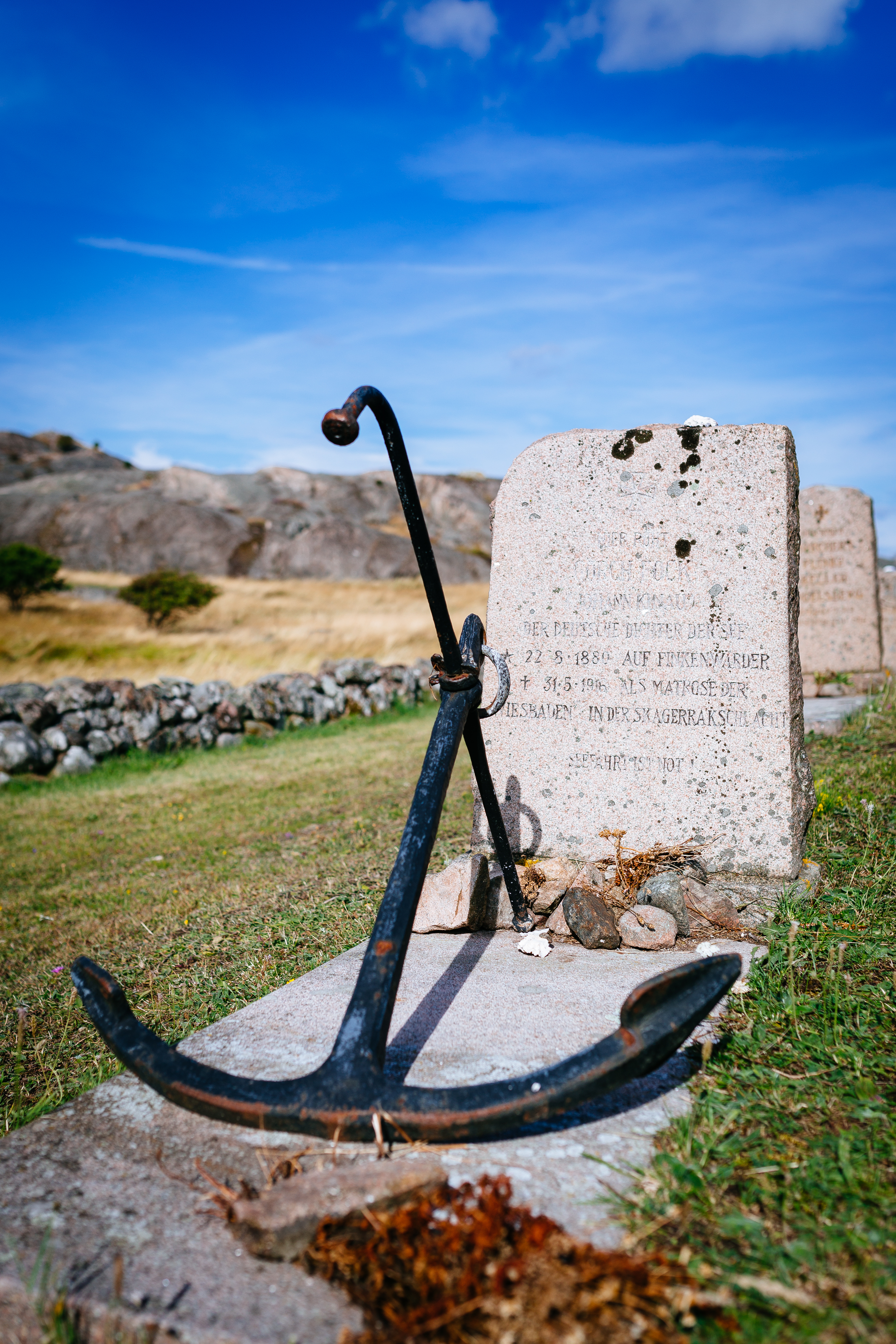
Gorch Fock sírja Stensholmen szigetén

Johann Wilhelm Kinau elsőként született Heinrich Wilhelm Kinau nyílt-tengeri halász és felesége, Metta Holst hat gyermeke közül az Elba Finkenwerder szigetén. Itt járt iskolába is. Miután az apja által lefektetett alkalmassági teszteken nem ment át, 1895-ben kereskedelmi tanulmányokba kezdett nagybátyjánál, August Kinaunál Geestemündében (ma Bremerhaven része).
A kereskedelmi iskolát 1898-ban Bremerhavenben fejezte be. 1899-től rövid ideig ténykedett könyvelőként és irodai alkalmazottként Meiningenben, Brémában és Halléban. 1904-ben visszatért Hamburgba, ahol egy gyarmati árukkal kereskedő társaságnál dolgozott (Zentraleinkaufsgesellschaft deutscher Kolonialwarenhändler, mai nevén: EDEKA), majd 1907-ben a Hamburg-Amerika-Linie hajótársaságnál lett könyvelő.
1904-ben számos költeményt és elbeszélést adott ki Gorch Fock, Jakob Holst és Giorgio Focco álnevek alatt, melyeket anyanyelvén (az alnémet nyelv - Plattdeutsch - finkenwerderi dialektusán) írt meg és melyek hamburgi újságokban jelentek meg. Nevében a Gorch a Georg egyik helyi változata, a Fock pedig egyik nagyszülői ágának családneve.
1908-ban feleségül vette Rosa Elisabeth Reicht, akitől három gyermeke született. A múzsája és lelki társa az írói évei alatt azonban Aline Bußmann színésznő volt.
1913-ban jelent meg legismertebb műve, a Seefahrt ist not! (Hajózni muszáj!), melyben a finkenwerderi halászok életét heroikus módon ábrázolja.
Az első világháború alatt 1915-ben Gorch Fockot behívták katonának és a 207. tartalék-gyalogezred soraiban harcolt Szerbiában és Oroszországban, valamint Verdunnél 1916 márciusában kérésére áthelyezték a haditengerészethez és a Wiesbaden könnyűcirkáló elülső árbockosarában teljesített szolgálatot mint megfigyelő. A skagerraki csatában a cirkálóval együtt odaveszett. Holttestét Väderöbodnál, Göteborgtól északra sodorta partra a Skagerrak vize és 1916. július 2-án a lakatlan Stensholmen sziget kis katonai temetőjében helyezték örök nyugalomra, ahol több brit és német tengerésszel együtt lett eltemetve. A sírján található egy horgony, a sírkövén a neve és születési valamint halálozási dátuma mellett olvasható könyvének címe is: Seefahrt ist not!

## Hatása
A műveit később a nemzetiszocialisták is propagálták, amiben unokatestvére, Heinrich Wriede is tevékeny részt vállalt. Ez vezetett ahhoz, hogy a szerzőt a háború dicsőítőjeként és a nemzetiszocializmus egyik úttörőjeként könyvelték el. Günter Benjas életrajzi írása Gorch Fockról azonban bizonyítékul szolgált arra, hogy bár az író kétségtelenül nacionalista érzelmű volt, azonban semmi esetre nem volt rasszista vagy antiszemita. A hagyatékát kezelő Aline Bußmann csaknem minden kifogásolható részt eltávolított a szövegekből, hogy azok megfelelhessenek a nemzetiszocializmus propagandacéljainak.
A szintén alnémet dialektusban és népi hangvételben író testvérei, Jakob Kinau és kiváltképp Rudolf Kinau is említésre méltó szerzők voltak.

## Emlékezete
- Gorch-Fock-Haus Finkenwerderben a Nessdeich 6 szám alatt.[4]
- Gorch-Fock-Park található Finkenwerderben egy emlékművel.[4][4][5]

Gorch Fock után neveztek el Németországban:
- Utcákat pl. a következő városokban: Hamburg, Cuxhaven, Emden, Drochtersen,  Delmenhorst, Stralsund, Borkum, Westerland, Buxtehude, Oldenburg, Korntal, Heide és Bonn. 2015-ben a telefonkönyvek 139 közteret tartalmaztak Gorch Fock névvel.
- Iskolákat: Hamburg–Blankenese, Bremerhaven, Cuxhaven, Kiel, Kappeln és Eckernförde
- Az első világháború alatt (1917-ben egy őrhajót, majd a Reichsmarine majd a Kriegsmarine szolgálatában álló Gorch Fock vitorlás kiképzőhajót, melyet 1933-ban bocsátottak vízre. Ennek a Szovjetunióba való elhurcolása után, annak pótlására építettek egy újabb Gorch Fock nevű kiképzőhajót Nyugat-Németországban 1958-ban, mely ma is a Német Haditengerészet (Deutsche Marine) szolgálatában áll.

## Művei

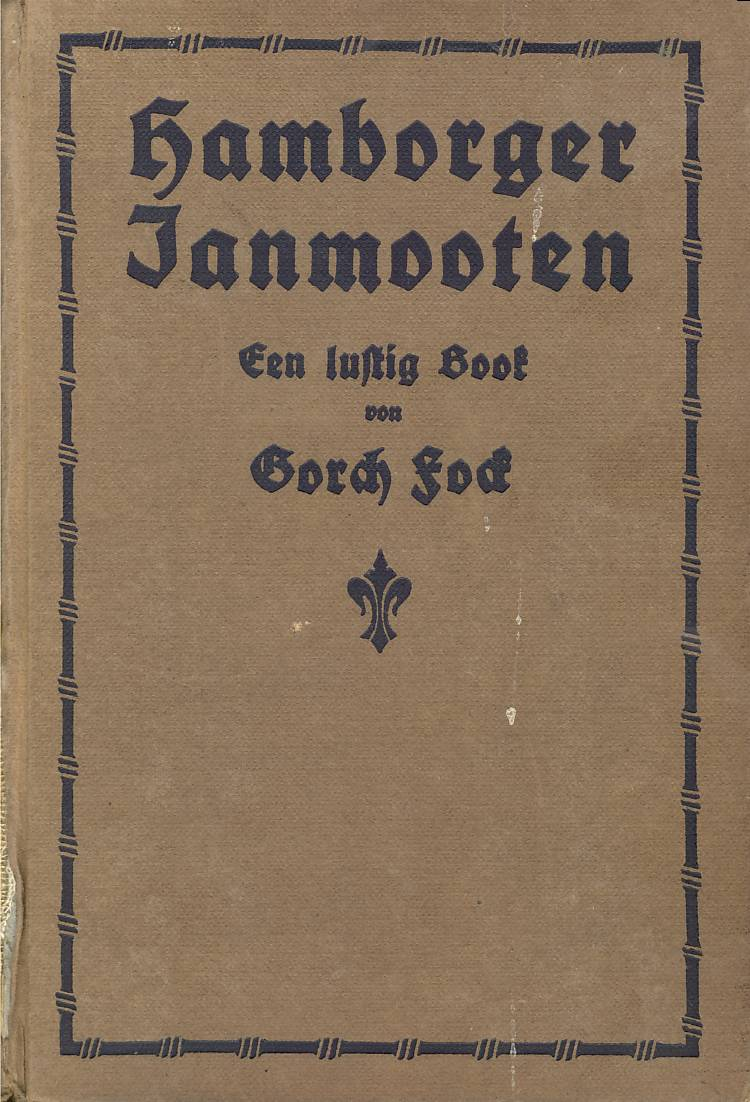
A Hamburger Janmooten című kötet 1918 as kiadása (Glogau Verlag)

- Schullengrieper un Tungenknieper (elbeszélések, plattdeutsch, 1910)
- Hein Godenwind de Admirol von Moskitonien (regény, 1911)
- Hamborger Janmooten (1913)
- Seefahrt ist not! (regény, 1913). Újabb kiadások: Rowohlt, Reinbek bei Hamburg 1986, ISBN 3-499-14148-5, Sutton, Erfurt, 2013, ISBN 3-89702-930-8,
- Fahrensleute (1914)
- Cilli Cohrs (színdarab, 1914)
- Doggerbank (színdarab, 1914)
- Plattdeutsche Kriegsgedichte (1914–15)
- Nordsee (elbeszélések gyűjteménye, 1916)
- Sterne überm Meer. Tagebuchblätter und Gedichte. (1918, halála után jelent meg)
- Sämtliche Werke, öt kötet, Hamburg, 1925
- Nach dem Sturm, 19 elbeszélés halálának 20. évfordulójára. Hamburg, 1936. május 31.
- Mit vollen Segeln (válogatás), 1941

 Megfilmesítések 
- Seefahrt ist not! (némafilm, 1921)
- Die Königin von Honolulu (1966)
- Die Königin von Honolulu (1976)

 Hangjátékok 
- Doggerbank (1925, 1926, 1951)
- Cili Cohrs (1926, 1951, 1965)
- Die Königin von Honolulu (1926)
- Hein Godenwind de Admiral von Moskitonien (1957)
- De Keunigin von Honolulu (1967)

Halálának 70. évfordulójára írta Rudolf öccse a Gorch Fock – Söbentig Joahr hangjáték-darabot.